# Bławatowiec szaroskrzydły
Bławatowiec szaroskrzydły, kosowiec mniejszy (Lipaugus conditus) – gatunek średniej wielkości ptaka z rodziny bławatnikowatych (Cotingidae). Opisany w roku 1980 jako drugi przedstawiciel rodzaju Tijuca, obecnie zwykle włączanego do Lipaugus. Występuje endemicznie w południowo-wschodniej Brazylii. Narażony na wyginięcie.

## Taksonomia
Holotyp zebrał Pedro de M. Britto 24 października 1942 w okolicach Teresópolis. Okaz przekazany został do Museu de Zoologia, należącego do Uniwersytetu w São Paulo, gdzie otrzymał numer 33432. Nazwa gatunkowa conditus pochodzi z łaciny, oznacza ukryty, oddalony; odnosi się do tego, że przez ponad 30 lat od zebrania holotyp pozostawał nierozpoznany i nieopisany – opis ukazał się dopiero w roku 1980 na łamach „Bulletin of the British Ornithologists’ Club”; jego autorem jest David Snow.

## Morfologia
Opis dotyczy holotypu. Wierzch ciała jak i górne pokrywy skrzydłowe oliwkowozielone, na kuprze żółtawe. Wierzch głowy ciemniejszy. Spód ciała głównie oliwkowożółty, jaśniejszy na pokrywach podogonowych i brzuchu, zaś szarawy na gardle. Lotki z wierzchu szare, bliższe ciału lotki I rzędu oliwkowożółte, szczególnie na krawędzi zewnętrznych chorągiewek. Krawędzie zewnętrznych chorągiewek na wszystkich lotkach, z wyjątkiem wewnętrznych II rzędu, jasne, szaroniebieskie. Lotki I rzędu od spodu szare. Sterówki szare, zewnętrzne krawędzie jaśniejsze, miejscami zielonawe. Tęczówka brązowa, nogi i dziób ołowianoszare.

### Wymiary
Wymiary dotyczą holotypu. Dla porównania zamieszczono również wymiary bławatowca złotoskrzydłego (L. ater; w nawiasie liczba zmierzonych osobników), wszystkie podano w mm.
|          | Lipaugus conditus | Lipaugus ater  |
| -------- | ----------------- | -------------- |
| skrzydło | 122               | 140–146 (n=10) |
| ogon     | 106               | 114–199 (n=7)  |
| skok     | 26,5              | 29–30 (n=6)    |
| dziób    | 14,5              | 15,5–18 (n=7)  |

## Zasięg występowania
Całkowity zasięg występowania szacowany jest na 1200 km². Bławatowiec szaroskrzydły występuje w południowo-wschodniej Brazylii. Początkowo znany był jedynie z pasm Serra dos Órgãos oraz Serra do Tinguá, jednak w trakcie wypraw stwierdzono go także w paśmie Serra das Araras i miejscu zwanym Nova Caledônia. Środowisko życia stanowią bardzo gęste lasy mgliste, co utrudnia badanie tego gatunku, bogate w bromeliowate (Bromeliaceae). Spotykany na wysokości około 1050–2100 m n.p.m., najczęściej powyżej 1800 m n.p.m.

## Behawior
Niewiele wiadomo na temat odżywiania się bławatowca szaroskrzydłego; raz obserwowano ten gatunek, gdy zjadał małe, czerwone jagody. Samica złapana w środku listopada posiadała plamę lęgową, co sugeruje występowanie okresu lęgowego w tym czasie.

## Status zagrożenia i ochrona
Przez IUCN gatunek klasyfikowany jest jako narażony na wyginięcie (VU, Vulnerable). Według BirdLife International liczebność populacji wynosi 250–999 dorosłych osobników, a jej trend jest stabilny. Zagrożenia nie są jasne, jednakże negatywny wpływ na te bławatowce mogą mieć wycinki drzew i pożary wzniecane przez turystów. Zarówno Serra do Tinguá jak i Serra dos Órgãos są uznane za ostoje ptaków IBA; na terenie drugiego pasma znajduje się Park Narodowy Serra dos Órgãos.